# District de Mittelland
Le district de Mittelland est un ancien district suisse, situé dans le canton de Appenzell Rhodes-Extérieures.

## Communes
- Bühler
- Gais
- Speicher
- Teufen
- Trogen